# پارک ملی ساحلی بیداقلاری
پارک ملی ساحلی بیداقلاری (به ترکی استانبولی: Beydağları Coastal National Park) یک پارک ملی در ترکیه است که در استان آنتالیا واقع شده‌است.